# XDarwin
XDarwinは、オペレーティングシステムMac OS XおよびDarwin上で動作するために移植されたX Window Systemをサポートするディスプレイサーバであった。これらのオペレーティングシテム上でX11のために書かれたプログラムの使用を可能にした。

## 概要
XDarwinはXFree86開発者らによって作られた分派プロジェクトであるXonXプロジェクトによって移植された。XFree86とXorg両サーバの上流ソースコードにおいて統合されている。
元々は、XDarwinは動作するためにXウィンドウマネージャを必要とした。このタスクのために、OroborOSXと呼ばれるウィンドウマネージャが作られた。これは別のXウィンドウマネージャであるOroborusを基にしていたが、ネイティブのMac OSウィンドウマネージャらしく見えるように改良された。XDarwinのより最近のバージョンはルートレースモードでも作動できる。つまり、Xのためにこういったプログラムを区別に必要とする代わりにネイティブのウィンドウマネージャと統合されている。
AppleのXQuartzの導入前は、XDarwinがOS Xのために唯一のX11サーバであった。XonXプロジェクトによれば、XQuartzそれ自身がXDarwinからのコードを含んでいる。OpenOffice.orgといったプログラムはX11ウィンドウ環境（ルートレースあるいはフルスクリーンモードのどちらか）において動作するためにXDarwinを使用する。